# Francesca Melandri
Francesca Melandri (Roma, 9 giugno 1964) è una sceneggiatrice, scrittrice e documentarista italiana.

## Biografia
Ha iniziato giovanissima una lunga carriera di sceneggiatrice, firmando le sceneggiature, tra l'altro, di Zoo di Cristina Comencini (1988), Chiara e gli altri 1 e 2 (1989/90), Fantaghirò di Lamberto Bava (1991), Cristallo di Rocca di Maurizio Zaccaro (1998), Nati ieri di Paolo Genovese e Luca Miniero (2006), episodi della serie Don Matteo seconda, terza, quarta e sesta stagione.
Ha esordito nella narrativa nel 2010 con Eva dorme (Arnoldo Mondadori Editore), un romanzo che ripercorre gli anni del terrorismo sudtirolese. Il romanzo è stato tradotto inglese, in croato, in ucraino, in tedesco, in olandese e in francese. Il romanzo ha vinto i seguenti premi: Premio F. Seminara/Premio Rhegium Julii per l'Opera Prima 2010, Premio Internazionale Cesare de Lollis 2010, Premio speciale della giuria Il Molinello 2011, Premio Maria Teresa di Lascia 2011, il Prix Bouchon de cultures 2012 e il Prix des Lecteurs 2013 al festival Littératures Européennes - Cognac (LEC).
Nel 2012 ha pubblicato il suo secondo romanzo, Più alto del mare, edito da Rizzoli (Premio Rapallo Carige per la donna scrittrice, Premio letterario Elba Archiviato il 17 novembre 2021 in Internet Archive. - Raffaello Brignetti, Premio Stresa di Narrativa 2012, Premio Campiello - Selezione Giuria dei Letterati 2012), Premio Letterario «Città di Rieti - Centro d'Italia» 2013.
Nel 2017 ha pubblicato il suo terzo romanzo, Sangue giusto, (Rizzoli) in cui l'autrice intreccia storia famigliare coloniale e migrazioni contemporanee. Sangue giusto è stato segnalato al Premio Strega 2018 da Igiaba Scego, nonché da Gianpiero Gamaleri,. Sangue giusto è stato tradotto nel 2018 in lingua olandese per Cossee con il titolo De lange weg naar Rome (letteralmente "La lunga strada per Roma"), nel 2018 in lingua tedesca per Esther Hansen / Wagenbach con il titolo "Alle, außer mir" e nel 2021 in lingua francese per Gallimard con il titolo Tous, sauf moi (letteralmente "Tutti, tranne me).
Ha diretto i documentari Nel paese delle case di Lana (1993) e Vera (2010); quest'ultimo è stato inserito nella selezione ufficiale dell'International Documentary Film Festival Amsterdam 2010 e 2011, e al PKF (Pitigliani Kolno'a Festival, Roma) 2011. Vincitore sezione documentari Umbria Film Festival Popoli e Religioni 2012.
Nel marzo 2020, nel pieno della pandemia del SARS-CoV-2, la sua Lettera dall'Italia, originariamente pubblicata sul Guardian, su LIbération e su Der Spiegel, viene tradotta in decine di lingue.
Nel 2021 ottiene una borsa per artisti (sezione letteratura) nell'ambito del programma Deutscher Akademischer Austauschdienst (DAAD) grazie alla quale ha soggiornato a Berlino.
Nel 2024 ha pubblicato il suo romanzo Piedi Freddi (Bompiani), un romanzo che crea un parallelismo tra le vicende del padre, ufficiale degli alpini durante la Ritirata di Russia durante la Seconda Guerra Mondiale e l'invasione russa dell'Ucraina nel 2022.

### Vita privata
È sorella di Giovanna Melandri e cugina di Gianni Minoli.

## Opere

### Narrativa
- Francesca Melandri, Eva dorme, collana Scrittori italiani e stranieri, Milano, Arnoldo Mondadori Editore, 2010, ISBN 978-88-04-60005-3.
  -  Francesca Melandri, Eva dorme, collana Contemporanea, Milano, Oscar Mondadori, 2011, ISBN 978-88-04-60784-7.
  -  Francesca Melandri, Eva dorme, Milano, Mondadori, 2016, ISBN 978-88-04-66341-6.
  -  Francesca Melandri, Eva dorme, collana Oscar bestsellers, Milano, Mondadori, 2019, ISBN 978-88-04-68629-3.
  -  Francesca Melandri, Eva dorme, collana Tascabili Bompiani 1457, Firenze, Bompiani, 2021, ISBN 978-88-301-0539-3.
- Francesca Melandri, Più alto del mare, collana Rizzoli la scala, Milano, Rizzoli, 2012; 2012 (2ª ed.); 2012 (3ª ed.); 2012 (5ª ed.), ISBN 978-88-17-05595-6.
  -  Francesca Melandri, Più alto del mare, Milano, Mondolibri, 2012.
  -  Francesca Melandri, Più alto del mare, collana BUR. Contemporanea, Milano, BUR Rizzoli, 2013, ISBN 978-88-17-06315-9.
  -  Francesca Melandri, Più alto del mare, collana Tascabili Bompiani 1474, Firenze-Milano, Bompiani, 2022, ISBN 978-88-301-0541-6.
- Francesca Melandri, Sangue giusto, collana La scala, Milano, Rizzoli, 2017; 2018 (4ª ed.), ISBN 978-88-17-09215-9.
  -  Francesca Melandri, Sangue giusto, collana BUR. Contemporanea, Milano, BUR Rizzoli, 2019; 2020 (3ª ed.), ISBN 978-88-17-10875-1.
  -  Francesca Melandri, Sangue giusto, collana Le finestre, Firenze, Bompiani, 2021, ISBN 978-88-301-0538-6.

- Francesca Melandri, Piedi Freddi, collana Narratori italiani, Bompiani, 2024, ISBN 9788830105379